# Jardin botanique de l'université de Vienne
Le jardin botanique de l'université de Vienne (Hortus botanicus vindobonensis) se trouve à Vienne (Autriche). Ce jardin botanique a été fondé en 1754 et se trouve juste à côté des jardins du Belvédère.

## Historique
Ce jardin est une fondation de la faculté des sciences naturelles de l'université de Vienne, en tant qu'« hortus medicus » pour la culture de plantes médicinales. Il s'étendait à l'origine sur un hectare, puis deux, du temps de l'impératrice Marie-Thérèse et de son médecin Gerard van Swieten. L'un de ses premiers directeurs fut le botaniste Jacquin, de 1768 à 1796. Son fils, Joseph Franz von Jacquin (1766-1839), lui succède. Endlicher, directeur de 1839 à 1849, le transforme en jardin anglais en 1841 et fait construire le muséum botanique en 1844. Kerner (1831-1898), directeur de 1878 à sa mort, l'enrichit de nombreuses espèces tropicales, grâce aux serres qu'il fait construire.
L'institut botanique ouvre ses portes en 1905. C'est Fritz Knoll, directeur de 1931 à 1945, qui fait aménager le jardin alpin. Tout fut détruit par les bombardements à la fin de la Seconde Guerre mondiale, aussi bien les serres, construites en 1890 et 1893, que les bâtiments et les collections. Ce n'est qu'en 1970 qu'une partie des jardins peuvent ouvrir de nouveau. 

## Aujourd'hui
Il s'étend aujourd'hui sur huit hectares environ et regroupe 9 500 espèces, parmi lesquelles celles des familles des Annonaceae, Rubiaceae, Gesneriaceae, Bromeliaceae, Orchidaceae, etc.
Les serres ont été reconstruites après la dernière guerre sur une surface de 1 500 m2, mais ne sont pas ouvertes au public. Son directeur est depuis 2006, le professeur Michael Kiehn.

## Collections

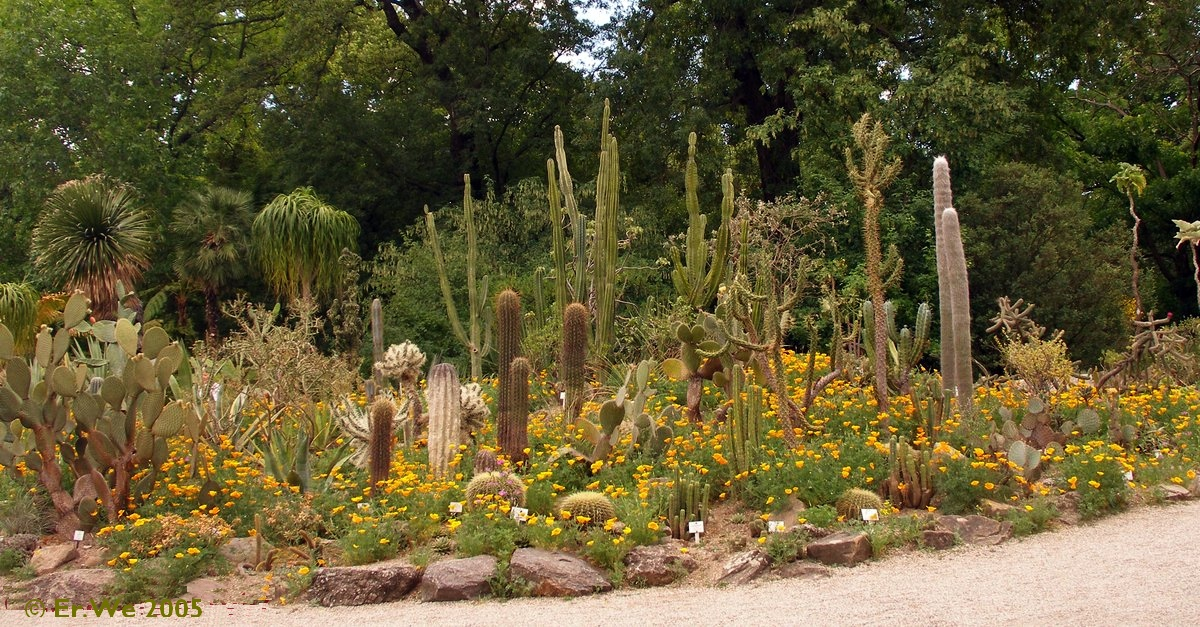
Vue des succulentes près de l'entrée

Le jardin botanique de Vienne comprend en particulier, parmi les plantes exotiques, les genres et espèces suivantes : Abies pinsapo, Aesculus pavia, Cephalotaxus harringtonia, Diospyros lotus, Elaeagnus angustifolia, Ephedra, Ficus carica, Ginkgo biloba, Gunnera chilensis, Laburnocytisus adamii, Liriodendron tulipifera, Magnolia, Metasequoia glyptostroboides, Nothofagus antarctica, Ostrya carpinifolia, Parrotia persica, Paulownia tomentosa, Phyllostachys viridiglaucescens, Pinus aristata, Platanus orientalis, Poncirus trifoliata, Prunus tenella, Rhododendron, Salvia, Sequoiadendron giganteum, Syringa, Viburnum, Vitis riparia, Xanthoceras sorbifolium, etc.

## Notes

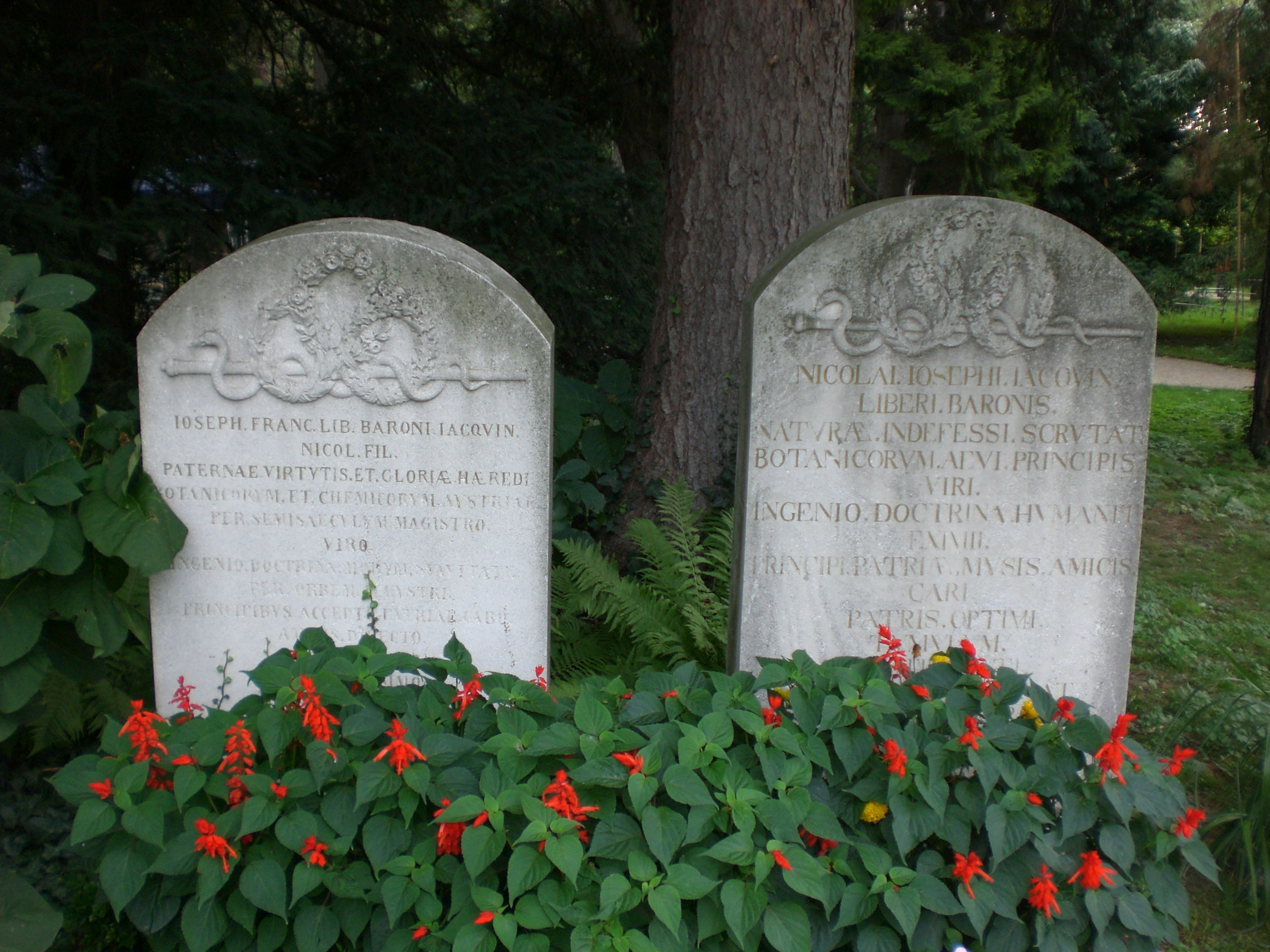
Stèles des Jacquin père et fils